# Élections municipales de 2014 dans le Val-de-Marne
Les élections municipales dans le Val-de-Marne se sont déroulées les 23 et 30 mars 2014.

## Maires sortants et maires élus
Le scrutin est marqué par des changements notoires. La gauche perd Ablon-sur-Seine, L'Haÿ-les-Roses, La Queue-en-Brie, Limeil-Brévannes, Marolles-en-Brie, Noiseau et Villejuif. La droite progresse avec le gain de Saint-Maur-des-Fossés contre le maire centriste sortant. L'UDI se maintient à Vincennes, tandis que le MoDem remporte Chennevières-sur-Marne et conserve Le Plessis-Trévise.
| Commune                  | Population | Maire sortant            | Parti | Parti | Maire élu                | Parti | Parti |
| ------------------------ | ---------- | ------------------------ | ----- | ----- | ------------------------ | ----- | ----- |
| Ablon-sur-Seine          | 5 221      | Jean-Louis Cohen         |       | PS    | Eric Grillon             |       | UMP   |
| Alfortville              | 44 550     | Luc Carvounas            |       | PS    | Luc Carvounas            |       | PS    |
| Arcueil                  | 20 100     | Daniel Breuiller         |       | EELV  | Daniel Breuiller         |       | EELV  |
| Boissy-Saint-Léger       | 16 354     | Régis Charbonnier        |       | PS    | Régis Charbonnier        |       | PS    |
| Bonneuil-sur-Marne       | 16 237     | Patrick Douet            |       | FG    | Patrick Douet            |       | FG    |
| Bry-sur-Marne            | 15 987     | Jean-Pierre Spilbauer    |       | UMP   | Jean-Pierre Spilbauer    |       | UMP   |
| Cachan                   | 28 404     | Jean-Yves Le Bouillonnec |       | PS    | Jean-Yves Le Bouillonnec |       | PS    |
| Champigny-sur-Marne      | 75 800     | Dominique Adenot         |       | FG    | Dominique Adenot         |       | FG    |
| Charenton-le-Pont        | 29 562     | Jean-Marie Brétillon     |       | UMP   | Jean-Marie Brétillon     |       | UMP   |
| Chennevières-sur-Marne   | 17 963     | Bernard Haemmerlé        |       | UMP   | Jean-Pierre Barnaud      |       | Modem |
| Chevilly-Larue           | 18 532     | Christian Hervy          |       | FG    | Stéphanie Daumin         |       | FG    |
| Choisy-le-Roi            | 41 355     | Daniel Davisse           |       | FG    | Didier Guillaume         |       | FG    |
| Créteil                  | 90 528     | Laurent Cathala          |       | PS    | Laurent Cathala          |       | PS    |
| Fontenay-sous-Bois       | 52 723     | Jean-François Voguet     |       | FG    | Jean-François Voguet     |       | FG    |
| Fresnes                  | 26 371     | Jean-Jacques Bridey      |       | PS    | Jean-Jacques Bridey      |       | PS    |
| Gentilly                 | 16 892     | Patricia Tordjman        |       | FG    | Patricia Tordjman        |       | FG    |
| Ivry-sur-Seine           | 58 185     | Pierre Gosnat            |       | FG    | Pierre Gosnat            |       | FG    |
| Joinville-le-Pont        | 17 953     | Olivier Dosne            |       | UMP   | Olivier Dosne            |       | UMP   |
| L'Haÿ-les-Roses          | 30 574     | Pierre Coilbault         |       | PS    | Vincent Jeanbrun         |       | UMP   |
| La Queue-en-Brie         | 11 506     | Jean-Jacques Darves      |       | FG    | Jean-Paul Faure-Soulet   |       | UMP   |
| Le Kremlin-Bicêtre       | 26 131     | Jean-Luc Laurent         |       | MRC   | Jean-Luc Laurent         |       | MRC   |
| Le Perreux-sur-Marne     | 33 214     | Gilles Carrez            |       | UMP   | Gilles Carrez            |       | UMP   |
| Le Plessis-Trévise       | 19 095     | Jean-Jacques Jégou       |       | MoDem | Didier Dousset           |       | MoDem |
| Limeil-Brévannes         | 20 663     | Joseph Rossignol         |       | FG    | Françoise Lecoufle       |       | UMP   |
| Maisons-Alfort           | 53 265     | Michel Herbillon         |       | UMP   | Michel Herbillon         |       | UMP   |
| Mandres-les-Roses        | 4 415      | Jean-Claude Perrault     |       | UMP   | Jean-Claude Perrault     |       | UMP   |
| Marolles-en-Brie         | 4 916      | Alain Josse              |       | PS    | Sylvie Gerinte           |       | UMP   |
| Nogent-sur-Marne         | 31 795     | Jacques J. P. Martin     |       | UMP   | Jacques J. P. Martin     |       | UMP   |
| Noiseau                  | 4 679      | Nicole Zoé               |       | PS    | Yvan Femel               |       | UMP   |
| Orly                     | 21 312     | Christine Janodet        |       | GC    | Christine Janodet        |       | GC    |
| Ormesson-sur-Marne       |            | Guy Le Dœuff             |       | UMP   | Marie-Christine Segui    |       | UMP   |
| Périgny                  | 2 352      | Georges Urlacher         |       | UMP   | Georges Urlacher         |       | UMP   |
| Rungis                   | 5 681      | Raymond Charresson       |       | DVD   | Raymond Charresson       |       | DVD   |
| Saint-Mandé              | 22 292     | Patrick Beaudouin        |       | UMP   | Patrick Beaudouin        |       | UMP   |
| Saint-Maur-des-Fossés    | 74 818     | Henri Plagnol            |       | UDI   | Sylvain Berrios          |       | UMP   |
| Saint-Maurice            | 14 586     | Christian Cambon         |       | UMP   | Christian Cambon         |       | UMP   |
| Santeny                  | 3 688      | Jean-Claude Gendronneau  |       | UMP   | Jean-Claude Gendronneau  |       | UMP   |
| Sucy-en-Brie             | 25 655     | Marie-Carole Ciuntu      |       | UMP   | Marie-Carole Ciuntu      |       | UMP   |
| Thiais                   | 29 229     | Richard Dell'Agnola      |       | UMP   | Richard Dell'Agnola      |       | UMP   |
| Valenton                 | 11 940     | Françoise Baud           |       | FG    | Françoise Baud           |       | FG    |
| Villecresnes             | 9 712      | Daniel Wappler           |       | DVD   | Gérard Guille            |       | UMP   |
| Villejuif                | 55 923     | Claudine Cordillot       |       | FG    | Franck Le Bohellec       |       | UMP   |
| Villeneuve-le-Roi        | 18 610     | Didier Gonzales          |       | UMP   | Didier Gonzales          |       | UMP   |
| Villeneuve-Saint-Georges | 32 767     | Sylvie Altman            |       | FG    | Sylvie Altman            |       | FG    |
| Villiers-sur-Marne       | 27 222     | Jacques-Alain Bénisti    |       | UMP   | Jacques-Alain Bénisti    |       | UMP   |
| Vincennes                | 48 649     | Laurent Lafon            |       | UDI   | Laurent Lafon            |       | UDI   |
| Vitry-sur-Seine          | 86 375     | Alain Audoubert          |       | FG    | Alain Audoubert          |       | FG    |

### Résultats en nombre de maires
| Partis       | Partis                               | Maires sortants | Maires élus | Évolution |
| ------------ | ------------------------------------ | --------------- | ----------- | --------- |
|              | Parti communiste français            | 12              | 10          | -2        |
|              | Parti de gauche                      | 2               | 1           | -1        |
|              | Parti socialiste                     | 9               | 5           | -4        |
|              | Mouvement républicain et citoyen     | 1               | 1           | -         |
|              | Europe Écologie Les Verts            | 1               | 1           | -         |
| Total gauche | Total gauche                         | 25              | 18          | -7        |
|              | Union pour un mouvement populaire    | 18              | 26          | +8        |
|              | Union des démocrates et indépendants | 2               | 1           | -1        |
|              | Mouvement démocrate                  | 1               | 2           | +1        |
|              | Divers droite                        | 1               | 0           | -1        |
| Total droite | Total droite                         | 22              | 29          | +7        |
| Total        | Total                                | 47              | 47          | -         |

## Résultats par commune

### Ablon-sur-Seine
- Maire sortant : Jean-Louis Cohen (PS)
- 29 sièges à pourvoir au conseil municipal (population légale 2011 : 5 221 habitants)

|                | Éric Grillon    | UMP-UDI        | 1 215 | 61,98  | 24 |  |  |  |
|                | Corinne Gorlier | DVG            | 745   | 38,01  | 5  |  |  |  |
|                |                 |                |       |        |    |  |  |  |
| Inscrits       | Inscrits        | Inscrits       | 3 153 | 100,00 |    |  |  |  |
| Abstentions    | Abstentions     | Abstentions    | 1 128 | 35,78  |    |  |  |  |
| Votants        | Votants         | Votants        | 2 025 | 64,22  |    |  |  |  |
| Blancs et nuls | Blancs et nuls  | Blancs et nuls | 65    | 3,21   |    |  |  |  |
| Exprimés       | Exprimés        | Exprimés       | 1 960 | 96,79  |    |  |  |  |

### Alfortville
- Maire sortant : Luc Carvounas (PS)
- 43 sièges à pourvoir au conseil municipal (population légale 2011 : 44 550 habitants)
- 19 sièges à pourvoir au conseil communautaire (Métropole du Grand Paris)

| Tête de liste            | Tête de liste          | Liste          | Premier tour | Premier tour | Second tour | Second tour | Sièges | Sièges |
| Tête de liste            | Tête de liste          | Liste          | Voix         | %            | Voix        | %           | CM     | CC     |
| ------------------------ | ---------------------- | -------------- | ------------ | ------------ | ----------- | ----------- | ------ | ------ |
|                          | Luc Carvounas *        | PS-PCF-EELV    | 5 841        | 47,21        | 6 887       | 58,24       | 35     | 16     |
|                          | Cédric Tartaud-Gineste | UMP            | 2 480        | 20,04        | 3 169       | 26,80       | 5      | 2      |
|                          | Patrick Bedrossian     | DVD            | 1 844        | 14,90        | 1 768       | 14,95       | 3      | 1      |
|                          | Nathalie Levallois     | DVG            | 997          | 8,05         |             |             |        |        |
|                          | Abdoulaye Diakite      | SE             | 834          | 6,74         |             |             |        |        |
|                          | Guy Mouney             | LO             | 374          | 3,02         |             |             |        |        |
|                          |                        |                |              |              |             |             |        |        |
| Inscrits                 | Inscrits               | Inscrits       | 24 157       | 100,00       | 24 158      | 100,00      |        |        |
| Abstentions              | Abstentions            | Abstentions    | 11 160       | 46,20        | 11 501      | 47,61       |        |        |
| Votants                  | Votants                | Votants        | 12 997       | 53,80        | 12 657      | 52,39       |        |        |
| Blancs et nuls           | Blancs et nuls         | Blancs et nuls | 627          | 4,82         | 833         | 6,58        |        |        |
| Exprimés                 | Exprimés               | Exprimés       | 12 370       | 95,18        | 11 824      | 93,42       |        |        |
| * Liste du maire sortant |                        |                |              |              |             |             |        |        |

### Arcueil
- Maire sortant : Daniel Breuiller (EELV)
- 35 sièges à pourvoir au conseil municipal (population légale 2011 : 20 100 habitants)
- 7 sièges à pourvoir au conseil communautaire (Métropole du Grand Paris)

|                          | Daniel Breuiller * | PS-PCF-EELV    | 3 605  | 61,80  | 29 | 7 |  |  |
|                          | Dominique Jacquin  | UDI-MoDem      | 1 010  | 17,31  | 3  |   |  |  |
|                          | Denis Truffaut     | FN             | 924    | 15,84  | 3  |   |  |  |
|                          | Robert Larcher     | POI            | 176    | 3,01   |    |   |  |  |
|                          | Nicole Florence    | LO             | 118    | 2,02   |    |   |  |  |
|                          |                    |                |        |        |    |   |  |  |
| Inscrits                 | Inscrits           | Inscrits       | 12 233 | 100,00 |    |   |  |  |
| Abstentions              | Abstentions        | Abstentions    | 6 070  | 49,62  |    |   |  |  |
| Votants                  | Votants            | Votants        | 6 163  | 50,38  |    |   |  |  |
| Blancs et nuls           | Blancs et nuls     | Blancs et nuls | 330    | 5,35   |    |   |  |  |
| Exprimés                 | Exprimés           | Exprimés       | 5 833  | 94,65  |    |   |  |  |
| * Liste du maire sortant |                    |                |        |        |    |   |  |  |

### Boissy-Saint-Léger
- Maire sortant : Régis Charbonnier (PS)
- 33 sièges à pourvoir au conseil municipal (population légale 2011 : 16 354 habitants)
- 5 sièges à pourvoir au conseil communautaire (Métropole du Grand Paris)

| Tête de liste            | Tête de liste       | Liste          | Premier tour | Premier tour | Second tour | Second tour | Sièges | Sièges |
| Tête de liste            | Tête de liste       | Liste          | Voix         | %            | Voix        | %           | CM     | CC     |
| ------------------------ | ------------------- | -------------- | ------------ | ------------ | ----------- | ----------- | ------ | ------ |
|                          | Régis Charbonnier * | PS-PCF-EELV    | 1 551        | 36,38        | 1 662       | 37,48       | 23     | 4      |
|                          | Christophe Fogel    | UDI-MoDem      | 934          | 21,90        | 1 349       | 30,42       | 5      | 1      |
|                          | Moncef Jendoubi     | DVG            | 859          | 20,15        | 916         | 20,65       | 3      |        |
|                          | Maryse Michel       | DVD            | 670          | 15,71        | 507         | 11,43       | 2      |        |
|                          | André Yon           | POI            | 249          | 5,84         |             |             |        |        |
|                          |                     |                |              |              |             |             |        |        |
| Inscrits                 | Inscrits            | Inscrits       | 8 515        | 100,00       | 8 516       | 100,00      |        |        |
| Abstentions              | Abstentions         | Abstentions    | 4 046        | 47,52        | 3 912       | 45,94       |        |        |
| Votants                  | Votants             | Votants        | 4 469        | 52,48        | 4 604       | 54,06       |        |        |
| Blancs et nuls           | Blancs et nuls      | Blancs et nuls | 206          | 4,61         | 170         | 3,69        |        |        |
| Exprimés                 | Exprimés            | Exprimés       | 4 263        | 95,39        | 4 434       | 96,31       |        |        |
| * Liste du maire sortant |                     |                |              |              |             |             |        |        |

### Bonneuil-sur-Marne
- Maire sortant : Patrick Douet (FG-PCF)
- 33 sièges à pourvoir au conseil municipal (population légale 2011 : 16 237 habitants)

|                          | Patrick Douet * | FG-PS-EELV     | 2 797 | 100,00 | 33 |  |  |  |
|                          |                 |                |       |        |    |  |  |  |
| Inscrits                 | Inscrits        | Inscrits       | 9 368 | 100,00 |    |  |  |  |
| Abstentions              | Abstentions     | Abstentions    | 5 747 | 61,35  |    |  |  |  |
| Votants                  | Votants         | Votants        | 3 621 | 38,65  |    |  |  |  |
| Blancs et nuls           | Blancs et nuls  | Blancs et nuls | 824   | 22,76  |    |  |  |  |
| Exprimés                 | Exprimés        | Exprimés       | 2 797 | 77,24  |    |  |  |  |
| * Liste du maire sortant |                 |                |       |        |    |  |  |  |

### Bry-sur-Marne
- Maire sortant : Jean-Pierre Spilbauer (DVD)
- 33 sièges à pourvoir au conseil municipal (population légale 2011 : 15 987 habitants)

| Tête de liste            | Tête de liste           | Liste          | Premier tour | Premier tour | Second tour | Second tour | Sièges | Sièges |
| Tête de liste            | Tête de liste           | Liste          | Voix         | %            | Voix        | %           | CM     |        |
| ------------------------ | ----------------------- | -------------- | ------------ | ------------ | ----------- | ----------- | ------ | ------ |
|                          | Jean-Pierre Spilbauer * | DVD-UMP-UDI    | 2 643        | 42,16        | 3 097       | 48,55       | 25     |        |
|                          | Charles Aslangul        | UMP-DVD        | 1 714        | 27,34        | 2 024       | 31,73       | 5      |        |
|                          | Johan Ankri             | PS-PCF-EELV    | 1 283        | 20,46        | 1 257       | 19,70       | 3      |        |
|                          | Thierry Brayard         | DVD            | 628          | 10,01        |             |             |        |        |
|                          |                         |                |              |              |             |             |        |        |
| Inscrits                 | Inscrits                | Inscrits       | 11 475       | 100,00       | 11 475      | 100,00      |        |        |
| Abstentions              | Abstentions             | Abstentions    | 4 884        | 42,56        | 4 815       | 41,96       |        |        |
| Votants                  | Votants                 | Votants        | 6 591        | 57,44        | 6 660       | 58,04       |        |        |
| Blancs et nuls           | Blancs et nuls          | Blancs et nuls | 323          | 4,90         | 282         | 4,23        |        |        |
| Exprimés                 | Exprimés                | Exprimés       | 6 268        | 95,10        | 6 378       | 95,77       |        |        |
| * Liste du maire sortant |                         |                |              |              |             |             |        |        |

### Cachan
- Maire sortant : Jean-Yves Le Bouillonnec (PS)
- 35 sièges à pourvoir au conseil municipal (population légale 2011 : 28 404 habitants)
- 9 sièges à pourvoir au conseil communautaire (Métropole du Grand Paris)

| Tête de liste            | Tête de liste              | Liste            | Premier tour | Premier tour | Second tour | Second tour | Sièges | Sièges |
| Tête de liste            | Tête de liste              | Liste            | Voix         | %            | Voix        | %           | CM     | CC     |
| ------------------------ | -------------------------- | ---------------- | ------------ | ------------ | ----------- | ----------- | ------ | ------ |
|                          | Jean-Yves Le Bouillonnec * | PS-PCF-PRG       | 3 688        | 45,52        | 3 722       | 45,47       | 26     | 7      |
|                          | Alfred Spehner             | UMP-UDI          | 2 257        | 27,86        | 2 373       | 28,99       | 5      | 1      |
|                          | Thierry Didier             | EELV-PG-Ensemble | 2 156        | 26,61        | 2 089       | 25,52       | 4      | 1      |
|                          |                            |                  |              |              |             |             |        |        |
| Inscrits                 | Inscrits                   | Inscrits         | 16 447       | 100,00       | 16 447      | 100,00      |        |        |
| Abstentions              | Abstentions                | Abstentions      | 7 934        | 48,24        | 7 997       | 48,62       |        |        |
| Votants                  | Votants                    | Votants          | 8 513        | 51,76        | 8 450       | 51,38       |        |        |
| Blancs et nuls           | Blancs et nuls             | Blancs et nuls   | 412          | 4,84         | 266         | 3,15        |        |        |
| Exprimés                 | Exprimés                   | Exprimés         | 8 101        | 95,16        | 8 184       | 96,85       |        |        |
| * Liste du maire sortant |                            |                  |              |              |             |             |        |        |

### Champigny-sur-Marne
- Maire sortant : Dominique Adenot (FG-PCF)
- 49 sièges à pourvoir au conseil municipal (population légale 2011 : 75 800 habitants)

| Tête de liste            | Tête de liste      | Liste          | Premier tour | Premier tour | Second tour | Second tour | Sièges | Sièges |
| Tête de liste            | Tête de liste      | Liste          | Voix         | %            | Voix        | %           | CM     |        |
| ------------------------ | ------------------ | -------------- | ------------ | ------------ | ----------- | ----------- | ------ | ------ |
|                          | Dominique Adenot * | PCF-PS-EELV    | 9 121        | 43,47        | 10 825      | 47,73       | 36     |        |
|                          | Laurent Jeanne     | UMP-UDI        | 7 790        | 37,13        | 10 012      | 44,15       | 11     |        |
|                          | Jean-Marie Rougier | FN             | 2 613        | 12,45        | 1 839       | 8,10        | 2      |        |
|                          | Yves Fuchs         | DVG            | 1 456        | 6,93         |             |             |        |        |
|                          |                    |                |              |              |             |             |        |        |
| Inscrits                 | Inscrits           | Inscrits       | 43 050       | 100,00       | 43 050      | 100,00      |        |        |
| Abstentions              | Abstentions        | Abstentions    | 21 431       | 49,78        | 19 772      | 45,93       |        |        |
| Votants                  | Votants            | Votants        | 21 619       | 50,22        | 23 278      | 54,07       |        |        |
| Blancs et nuls           | Blancs et nuls     | Blancs et nuls | 639          | 2,96         | 602         | 2,59        |        |        |
| Exprimés                 | Exprimés           | Exprimés       | 20 980       | 97,04        | 22 676      | 97,41       |        |        |
| * Liste du maire sortant |                    |                |              |              |             |             |        |        |

### Charenton-le-Pont
- Maire sortant : Jean-Marie Brétillon (UMP)
- 35 sièges à pourvoir au conseil municipal (population légale 2011 : 29 562 habitants)
- 11 sièges à pourvoir au conseil communautaire (Métropole du Grand Paris)

|                          | Jean-Marie Brétillon *   | UMP            | 6 784  | 64,80  | 30 | 10 |  |  |
|                          | Gilles-Maurice Bellaïche | PS             | 1 724  | 16,46  | 3  | 1  |  |  |
|                          | Émilie Bertrand          | FG-EELV        | 1 008  | 9,62   | 1  |    |  |  |
|                          | Chantal Gratiet          | DVD            | 952    | 9,09   | 1  |    |  |  |
|                          |                          |                |        |        |    |    |  |  |
| Inscrits                 | Inscrits                 | Inscrits       | 19 633 | 100,00 |    |    |  |  |
| Abstentions              | Abstentions              | Abstentions    | 8 806  | 44,85  |    |    |  |  |
| Votants                  | Votants                  | Votants        | 10 827 | 55,15  |    |    |  |  |
| Blancs et nuls           | Blancs et nuls           | Blancs et nuls | 359    | 3,32   |    |    |  |  |
| Exprimés                 | Exprimés                 | Exprimés       | 10 468 | 96,68  |    |    |  |  |
| * Liste du maire sortant |                          |                |        |        |    |    |  |  |

### Chennevières-sur-Marne
- Maire sortant : Bernard Haemmerlé (UMP)
- 33 sièges à pourvoir au conseil municipal (population légale 2011 : 17 963 habitants)
- 6 sièges à pourvoir au conseil communautaire (Métropole du Grand Paris)

| Tête de liste            | Tête de liste       | Liste          | Premier tour | Premier tour | Second tour | Second tour | Sièges | Sièges |
| Tête de liste            | Tête de liste       | Liste          | Voix         | %            | Voix        | %           | CM     | CC     |
| ------------------------ | ------------------- | -------------- | ------------ | ------------ | ----------- | ----------- | ------ | ------ |
|                          | Bernard Haemmerlé * | UMP            | 1 432        | 27,83        | 1 994       | 37,25       | 6      | 1      |
|                          | Jean-Pierre Barnaud | UDI-MoDem      | 1 350        | 26,24        | 2 102       | 39,26       | 23     | 4      |
|                          | Dany Grouzelle      | DVD            | 978          | 19,01        | 2 102       | 39,26       | 23     | 4      |
|                          | Jean Djebara        | PS             | 827          | 16,07        | 1 257       | 23,48       | 4      | 1      |
|                          | Alain Audhéon       | FG             | 377          | 7,32         |             |             |        |        |
|                          | David Donadeï       | DVD            | 180          | 3,49         |             |             |        |        |
|                          |                     |                |              |              |             |             |        |        |
| Inscrits                 | Inscrits            | Inscrits       | 10 559       | 100,00       | 10 560      | 100,00      |        |        |
| Abstentions              | Abstentions         | Abstentions    | 5 198        | 49,23        | 4 942       | 46,80       |        |        |
| Votants                  | Votants             | Votants        | 5 361        | 50,77        | 5 618       | 53,20       |        |        |
| Blancs et nuls           | Blancs et nuls      | Blancs et nuls | 217          | 4,05         | 265         | 4,72        |        |        |
| Exprimés                 | Exprimés            | Exprimés       | 5 144        | 95,95        | 5 353       | 95,28       |        |        |
| * Liste du maire sortant |                     |                |              |              |             |             |        |        |

### Chevilly-Larue
- Maire sortant : Christian Hervy (FG)
- 33 sièges à pourvoir au conseil municipal (population légale 2011 : 18 532 habitants)

| Tête de liste  | Tête de liste    | Liste          | Premier tour | Premier tour | Second tour | Second tour | Sièges | Sièges |
| Tête de liste  | Tête de liste    | Liste          | Voix         | %            | Voix        | %           | CM     |        |
| -------------- | ---------------- | -------------- | ------------ | ------------ | ----------- | ----------- | ------ | ------ |
|                | Stéphanie Daumin | PCF            | 2 629        | 47,45        | 2 743       | 51,17       | 26     |        |
|                | Pascal Rioual    | PS             | 1 385        | 25,00        | 1 204       | 22,46       | 3      |        |
|                | Patrick Viceriat | UMP-UDI        | 1 276        | 23,03        | 1 413       | 26,36       | 4      |        |
|                | Guy Gonsse       | POI            | 250          | 4,51         |             |             |        |        |
|                |                  |                |              |              |             |             |        |        |
| Inscrits       | Inscrits         | Inscrits       | 10 410       | 100,00       | 10 410      | 100,00      |        |        |
| Abstentions    | Abstentions      | Abstentions    | 4 699        | 45,14        | 4 878       | 46,86       |        |        |
| Votants        | Votants          | Votants        | 5 711        | 54,86        | 5 532       | 53,14       |        |        |
| Blancs et nuls | Blancs et nuls   | Blancs et nuls | 171          | 2,99         | 172         | 3,11        |        |        |
| Exprimés       | Exprimés         | Exprimés       | 5 540        | 97,01        | 5 360       | 96,89       |        |        |

### Choisy-le-Roi
- Maire sortant : Daniel Davisse (FG-PCF)
- 43 sièges à pourvoir au conseil municipal (population légale 2011 : 41 355 habitants)
- 12 sièges à pourvoir au conseil communautaire (Métropole du Grand Paris)

| Tête de liste  | Tête de liste    | Liste          | Premier tour | Premier tour | Second tour | Second tour | Sièges | Sièges |
| Tête de liste  | Tête de liste    | Liste          | Voix         | %            | Voix        | %           | CM     | CC     |
| -------------- | ---------------- | -------------- | ------------ | ------------ | ----------- | ----------- | ------ | ------ |
|                | Didier Guillaume | PCF-PS-EELV    | 3 555        | 34,50        | 5 149       | 47,79       | 32     | 9      |
|                | Ali Id Elouali   | EELV           | 1 434        | 13,91        | 5 149       | 47,79       | 32     | 9      |
|                | Tonino Panetta   | UMP-UDI        | 3 440        | 33,38        | 4 910       | 45,57       | 10     | 3      |
|                | Monique Baron    | DVD            | 1 238        | 12,01        | 714         | 6,62        | 1      |        |
|                | Yamina Akabi     | NPA            | 393          | 3,81         |             |             |        |        |
|                | Josefa Torres    | LO             | 243          | 2,35         |             |             |        |        |
|                |                  |                |              |              |             |             |        |        |
| Inscrits       | Inscrits         | Inscrits       | 20 206       | 100,00       | 20 206      | 100,00      |        |        |
| Abstentions    | Abstentions      | Abstentions    | 9 477        | 46,90        | 8 966       | 44,37       |        |        |
| Votants        | Votants          | Votants        | 10 729       | 53,10        | 11 240      | 55,63       |        |        |
| Blancs et nuls | Blancs et nuls   | Blancs et nuls | 426          | 3,97         | 467         | 4,15        |        |        |
| Exprimés       | Exprimés         | Exprimés       | 10 303       | 96,03        | 10 773      | 95,85       |        |        |

### Créteil
- Maire sortant : Laurent Cathala (PS)
- 53 sièges à pourvoir au conseil municipal (population légale 2011 : 90 528 habitants)
- 28 sièges à pourvoir au conseil communautaire (Métropole du Grand Paris)

| Tête de liste            | Tête de liste           | Liste          | Premier tour | Premier tour | Second tour | Second tour | Sièges | Sièges |
| Tête de liste            | Tête de liste           | Liste          | Voix         | %            | Voix        | %           | CM     | CC     |
| ------------------------ | ----------------------- | -------------- | ------------ | ------------ | ----------- | ----------- | ------ | ------ |
|                          | Laurent Cathala *       | PS-PCF-EELV    | 10 459       | 47,25        | 13 132      | 58,71       | 42     | 23     |
|                          | Thierry Hebbrecht       | UMP            | 4 553        | 20,57        | 6 622       | 29,60       | 8      | 4      |
|                          | Gaétan Marzo            | FN             | 2 623        | 11,85        | 2 611       | 11,67       | 3      | 1      |
|                          | Marianne Boulc'h        | EELV           | 1 668        | 7,53         |             |             |        |        |
|                          | Sylvie Smaniotto Gruska | UDI-MoDem      | 1 123        | 5,07         |             |             |        |        |
|                          | Mustapha Abbaoui        | DVG            | 934          | 4,22         |             |             |        |        |
|                          | Daniel Gendre           | LO             | 492          | 2,22         |             |             |        |        |
|                          | Farid Chibout           | PLD            | 280          | 1,26         |             |             |        |        |
|                          |                         |                |              |              |             |             |        |        |
| Inscrits                 | Inscrits                | Inscrits       | 49 853       | 100,00       | 49 853      | 100,00      |        |        |
| Abstentions              | Abstentions             | Abstentions    | 26 875       | 53,91        | 26 449      | 53,05       |        |        |
| Votants                  | Votants                 | Votants        | 22 978       | 46,09        | 23 404      | 46,95       |        |        |
| Blancs et nuls           | Blancs et nuls          | Blancs et nuls | 846          | 3,68         | 1 039       | 4,44        |        |        |
| Exprimés                 | Exprimés                | Exprimés       | 22 132       | 96,32        | 22 365      | 95,56       |        |        |
| * Liste du maire sortant |                         |                |              |              |             |             |        |        |

### Fontenay-sous-Bois
- Maire sortant : Jean-François Voguet (FG-PCF)
- 45 sièges à pourvoir au conseil municipal (population légale 2011 : 52 723 habitants)

| Tête de liste            | Tête de liste          | Liste          | Premier tour | Premier tour | Second tour | Second tour | Sièges | Sièges |
| Tête de liste            | Tête de liste          | Liste          | Voix         | %            | Voix        | %           | CM     |        |
| ------------------------ | ---------------------- | -------------- | ------------ | ------------ | ----------- | ----------- | ------ | ------ |
|                          | Jean-François Voguet * | FG-EELV-PRG    | 8 055        | 48,40        | 9 756       | 59,25       | 36     |        |
|                          | Gildas Lecoq           | UDI-UMP        | 5 044        | 30,31        | 6 708       | 40,74       | 9      |        |
|                          | Patrice Bedouret       | PS             | 2 173        | 13,05        |             |             |        |        |
|                          | Murielle Michon        | DVG            | 1 369        | 8,22         |             |             |        |        |
|                          |                        |                |              |              |             |             |        |        |
| Inscrits                 | Inscrits               | Inscrits       | 32 901       | 100,00       | 32 901      | 100,00      |        |        |
| Abstentions              | Abstentions            | Abstentions    | 15 756       | 47,89        | 15 820      | 48,08       |        |        |
| Votants                  | Votants                | Votants        | 17 145       | 52,11        | 17 081      | 51,92       |        |        |
| Blancs et nuls           | Blancs et nuls         | Blancs et nuls | 504          | 2,94         | 617         | 3,61        |        |        |
| Exprimés                 | Exprimés               | Exprimés       | 16 641       | 97,06        | 16 464      | 96,39       |        |        |
| * Liste du maire sortant |                        |                |              |              |             |             |        |        |

### Fresnes
- Maire sortant : Jean-Jacques Bridey (PS)
- 35 sièges à pourvoir au conseil municipal (population légale 2011 : 26 371 habitants)
- 9 sièges à pourvoir au conseil communautaire (Métropole du Grand Paris)

| Tête de liste            | Tête de liste         | Liste          | Premier tour | Premier tour | Second tour | Second tour | Sièges | Sièges |
| Tête de liste            | Tête de liste         | Liste          | Voix         | %            | Voix        | %           | CM     | CC     |
| ------------------------ | --------------------- | -------------- | ------------ | ------------ | ----------- | ----------- | ------ | ------ |
|                          | Jean-Jacques Bridey * | PS-PCF-EELV    | 2 709        | 38,44        | 3 010       | 39,64       | 25     | 7      |
|                          | Frédérique Pradier    | DVD            | 1 982        | 28,12        | 2 810       | 37,00       | 7      | 2      |
|                          | Georges Kibong Amira  | UMP            | 1 590        | 22,56        | 1 194       | 15,72       | 2      |        |
|                          | Kaddour Metir         | DVG            | 766          | 10,86        | 579         | 7,62        | 1      |        |
|                          |                       |                |              |              |             |             |        |        |
| Inscrits                 | Inscrits              | Inscrits       | 15 276       | 100,00       | 15 276      | 100,00      |        |        |
| Abstentions              | Abstentions           | Abstentions    | 7 876        | 51,56        | 7 454       | 48,80       |        |        |
| Votants                  | Votants               | Votants        | 7 400        | 48,44        | 7 822       | 51,20       |        |        |
| Blancs et nuls           | Blancs et nuls        | Blancs et nuls | 353          | 4,77         | 229         | 2,93        |        |        |
| Exprimés                 | Exprimés              | Exprimés       | 7 047        | 95,23        | 7 593       | 97,07       |        |        |
| * Liste du maire sortant |                       |                |              |              |             |             |        |        |

### Gentilly
- Maire sortant : Patricia Tordjman (FG-PCF)
- 33 sièges à pourvoir au conseil municipal (population légale 2011 : 16 892 habitants)
- 7 sièges à pourvoir au conseil communautaire (Métropole du Grand Paris)

|                          | Patricia Tordjman * | FG-PS-EELV     | 3 338 | 68,08  | 28 | 6 |  |  |
|                          | Benoît Crespin      | UMP            | 1 565 | 31,91  | 5  | 1 |  |  |
|                          |                     |                |       |        |    |   |  |  |
| Inscrits                 | Inscrits            | Inscrits       | 9 928 | 100,00 |    |   |  |  |
| Abstentions              | Abstentions         | Abstentions    | 4 764 | 47,99  |    |   |  |  |
| Votants                  | Votants             | Votants        | 5 164 | 52,01  |    |   |  |  |
| Blancs et nuls           | Blancs et nuls      | Blancs et nuls | 261   | 5,05   |    |   |  |  |
| Exprimés                 | Exprimés            | Exprimés       | 4 903 | 94,95  |    |   |  |  |
| * Liste du maire sortant |                     |                |       |        |    |   |  |  |

### Ivry-sur-Seine
- Maire sortant : Pierre Gosnat (FG-PCF)
- 45 sièges à pourvoir au conseil municipal (population légale 2011 : 58 185 habitants)
- 18 sièges à pourvoir au conseil communautaire (Métropole du Grand Paris)

| Tête de liste            | Tête de liste    | Liste          | Premier tour | Premier tour | Second tour | Second tour | Sièges | Sièges |
| Tête de liste            | Tête de liste    | Liste          | Voix         | %            | Voix        | %           | CM     | CC     |
| ------------------------ | ---------------- | -------------- | ------------ | ------------ | ----------- | ----------- | ------ | ------ |
|                          | Pierre Gosnat *  | FG-EELV-DVG    | 6 512        | 49,69        | 7 120       | 55,07       | 35     | 15     |
|                          | Régis Leclercq   | UMP-UDI        | 2 936        | 22,40        | 3 501       | 27,08       | 6      | 2      |
|                          | Sandrine Bernard | PS-DVÉ         | 2 818        | 21,50        | 2 306       | 17,83       | 4      | 1      |
|                          | Serge Aberdam    | NPA            | 517          | 3,94         |             |             |        |        |
|                          | Gisèle Pernin    | LO             | 322          | 2,45         |             |             |        |        |
|                          |                  |                |              |              |             |             |        |        |
| Inscrits                 | Inscrits         | Inscrits       | 28 916       | 100,00       | 28 916      | 100,00      |        |        |
| Abstentions              | Abstentions      | Abstentions    | 15 222       | 52,64        | 15 535      | 53,72       |        |        |
| Votants                  | Votants          | Votants        | 13 694       | 47,36        | 13 381      | 46,28       |        |        |
| Blancs et nuls           | Blancs et nuls   | Blancs et nuls | 589          | 4,30         | 454         | 3,39        |        |        |
| Exprimés                 | Exprimés         | Exprimés       | 13 105       | 95,70        | 12 927      | 96,61       |        |        |
| * Liste du maire sortant |                  |                |              |              |             |             |        |        |

### Joinville-le-Pont
- Maire sortant : Olivier Dosne (UMP)
- 33 sièges à pourvoir au conseil municipal (population légale 2011 : 17 953 habitants)

|                          | Olivier Dosne *     | UMP-UDI        | 3 404  | 50,58  | 26 |  |  |  |
|                          | Jean François Clair | PS-PCF-EELV    | 1 559  | 23,16  | 4  |  |  |  |
|                          | Olivier Aubry       | DVD            | 1 391  | 20,67  | 3  |  |  |  |
|                          | Pascal Ajar         | DVD            | 375    | 5,57   |    |  |  |  |
|                          |                     |                |        |        |    |  |  |  |
| Inscrits                 | Inscrits            | Inscrits       | 12 277 | 100,00 |    |  |  |  |
| Abstentions              | Abstentions         | Abstentions    | 5 301  | 43,18  |    |  |  |  |
| Votants                  | Votants             | Votants        | 6 976  | 56,82  |    |  |  |  |
| Blancs et nuls           | Blancs et nuls      | Blancs et nuls | 247    | 3,54   |    |  |  |  |
| Exprimés                 | Exprimés            | Exprimés       | 6 729  | 96,46  |    |  |  |  |
| * Liste du maire sortant |                     |                |        |        |    |  |  |  |

### L'Haÿ-les-Roses
- Maire sortant : Pierre Coilbault (PS)
- 39 sièges à pourvoir au conseil municipal (population légale 2011 : 30 574 habitants)
- 10 sièges à pourvoir au conseil communautaire (Métropole du Grand Paris)

|                          | Vincent Jeanbrun   | UMP-UDI        | 5 558  | 54,08  | 30 | 8 |  |  |
|                          | Pierre Coilbault * | PS-PCF-EELV    | 4 720  | 45,92  | 9  | 2 |  |  |
|                          |                    |                |        |        |    |   |  |  |
| Inscrits                 | Inscrits           | Inscrits       | 19 465 | 100,00 |    |   |  |  |
| Abstentions              | Abstentions        | Abstentions    | 8 788  | 45,15  |    |   |  |  |
| Votants                  | Votants            | Votants        | 10 677 | 54,85  |    |   |  |  |
| Blancs et nuls           | Blancs et nuls     | Blancs et nuls | 399    | 3,74   |    |   |  |  |
| Exprimés                 | Exprimés           | Exprimés       | 10 278 | 96,26  |    |   |  |  |
| * Liste du maire sortant |                    |                |        |        |    |   |  |  |

### La Queue-en-Brie
- Maire sortant : Jean-Jacques Darves (FG-PCF)
- 33 sièges à pourvoir au conseil municipal (population légale 2011 : 11 506 habitants)
- 4 sièges à pourvoir au conseil communautaire (Métropole du Grand Paris)

| Tête de liste            | Tête de liste              | Liste          | Premier tour | Premier tour | Second tour | Second tour | Sièges | Sièges |
| Tête de liste            | Tête de liste              | Liste          | Voix         | %            | Voix        | %           | CM     | CC     |
| ------------------------ | -------------------------- | -------------- | ------------ | ------------ | ----------- | ----------- | ------ | ------ |
|                          | Jean-Jacques Darves *      | PCF-PS-EELV    | 1 793        | 43,88        | 1 924       | 45,18       | 7      | 1      |
|                          | Jean-Paul Faure-soulet     | UMP-UDI        | 1 608        | 39,35        | 1 932       | 45,37       | 25     | 3      |
|                          | Danielle Molinier-verchere | DVG            | 685          | 16,76        | 402         | 9,44        | 1      |        |
|                          |                            |                |              |              |             |             |        |        |
| Inscrits                 | Inscrits                   | Inscrits       | 7 649        | 100,00       | 7 649       | 100,00      |        |        |
| Abstentions              | Abstentions                | Abstentions    | 3 436        | 44,92        | 3 293       | 43,05       |        |        |
| Votants                  | Votants                    | Votants        | 4 213        | 55,08        | 4 356       | 56,95       |        |        |
| Blancs et nuls           | Blancs et nuls             | Blancs et nuls | 127          | 3,01         | 98          | 2,25        |        |        |
| Exprimés                 | Exprimés                   | Exprimés       | 4 086        | 96,99        | 4 258       | 97,75       |        |        |
| * Liste du maire sortant |                            |                |              |              |             |             |        |        |

### Le Kremlin-Bicêtre
- Maire sortant : Jean-Luc Laurent (MRC)
- 35 sièges à pourvoir au conseil municipal (population légale 2011 : 26 131 habitants)
- 9 sièges à pourvoir au conseil communautaire (Métropole du Grand Paris)

| Tête de liste            | Tête de liste          | Liste           | Premier tour | Premier tour | Second tour | Second tour | Sièges | Sièges |
| Tête de liste            | Tête de liste          | Liste           | Voix         | %            | Voix        | %           | CM     | CC     |
| ------------------------ | ---------------------- | --------------- | ------------ | ------------ | ----------- | ----------- | ------ | ------ |
|                          | Jean-Luc Laurent *     | PS-PCF-EELV-MRC | 2 898        | 41,73        | 3 914       | 55,34       | 27     | 7      |
|                          | Arnaud Weber-guillouet | UMP             | 2 095        | 30,17        | 3 158       | 44,65       | 8      | 2      |
|                          | Saïd Hassani           | UDI-MoDem       | 807          | 11,62        |             |             |        |        |
|                          | Bernard Chappellier    | EELV            | 523          | 7,53         |             |             |        |        |
|                          | Gilles Valet           | DVG             | 460          | 6,62         |             |             |        |        |
|                          | Nicolas Petillot       | LO              | 161          | 2,32         |             |             |        |        |
|                          |                        |                 |              |              |             |             |        |        |
| Inscrits                 | Inscrits               | Inscrits        | 14 784       | 100,00       | 14 784      | 100,00      |        |        |
| Abstentions              | Abstentions            | Abstentions     | 7 561        | 51,14        | 7 366       | 49,82       |        |        |
| Votants                  | Votants                | Votants         | 7 223        | 48,86        | 7 418       | 50,18       |        |        |
| Blancs et nuls           | Blancs et nuls         | Blancs et nuls  | 279          | 3,86         | 346         | 4,66        |        |        |
| Exprimés                 | Exprimés               | Exprimés        | 6 944        | 96,14        | 7 072       | 95,34       |        |        |
| * Liste du maire sortant |                        |                 |              |              |             |             |        |        |

### Le Perreux-sur-Marne
- Maire sortant : Gilles Carrez (UMP)
- 39 sièges à pourvoir au conseil municipal (population légale 2011 : 33 214 habitants)
- 9 sièges à pourvoir au conseil communautaire (Métropole du Grand Paris)

|                          | Gilles Carrez *  | UMP-UDI        | 8 363  | 69,44  | 35 | 9 |  |  |
|                          | Roland Peylet    | PS-EELV        | 1 340  | 11,12  | 2  |   |  |  |
|                          | Joseph Terribile | EELV           | 968    | 8,04   | 1  |   |  |  |
|                          | Claude Lédion    | FN             | 856    | 7,11   | 1  |   |  |  |
|                          | Robert Schmitz   | FG-PCF         | 517    | 4,29   |    |   |  |  |
|                          |                  |                |        |        |    |   |  |  |
| Inscrits                 | Inscrits         | Inscrits       | 22 941 | 100,00 |    |   |  |  |
| Abstentions              | Abstentions      | Abstentions    | 10 688 | 46,59  |    |   |  |  |
| Votants                  | Votants          | Votants        | 12 253 | 53,41  |    |   |  |  |
| Blancs et nuls           | Blancs et nuls   | Blancs et nuls | 209    | 1,71   |    |   |  |  |
| Exprimés                 | Exprimés         | Exprimés       | 12 044 | 98,29  |    |   |  |  |
| * Liste du maire sortant |                  |                |        |        |    |   |  |  |

### Le Plessis-Trévise
- Maire sortant : Jean-Jacques Jégou (MoDem)
- 33 sièges à pourvoir au conseil municipal (population légale 2011 : 19 095 habitants)
- 6 sièges à pourvoir au conseil communautaire (Métropole du Grand Paris)

|                | Didier Dousset    | MoDem-UMP-UDI  | 4 103  | 61,71  | 28 | 6 |  |  |
|                | Maxime Chevallier | FN             | 1 079  | 16,23  | 2  |   |  |  |
|                | François Gerard   | DVG            | 850    | 12,78  | 2  |   |  |  |
|                | Nathalie Lemaire  | FG             | 617    | 9,28   | 1  |   |  |  |
|                |                   |                |        |        |    |   |  |  |
| Inscrits       | Inscrits          | Inscrits       | 11 960 | 100,00 |    |   |  |  |
| Abstentions    | Abstentions       | Abstentions    | 5 152  | 43,08  |    |   |  |  |
| Votants        | Votants           | Votants        | 6 808  | 56,92  |    |   |  |  |
| Blancs et nuls | Blancs et nuls    | Blancs et nuls | 159    | 2,34   |    |   |  |  |
| Exprimés       | Exprimés          | Exprimés       | 6 649  | 97,66  |    |   |  |  |

### Limeil-Brévannes
- Maire sortant : Joseph Rossignol (FG)
- 35 sièges à pourvoir au conseil municipal (population légale 2011 : 20 663 habitants)
- 9 sièges à pourvoir au conseil communautaire (Métropole du Grand Paris)

|                | Françoise Lecoufle    | UMP-UDI        | 3 277  | 50,97  | 28 | 8 |  |  |
|                | Raymond Cathala       | PS-EELV        | 1 593  | 24,77  | 4  | 1 |  |  |
|                | Jean-Jacques Lejemble | FN             | 849    | 13,20  | 2  |   |  |  |
|                | Jocelyne Pigrée       | FG             | 592    | 9,20   | 1  |   |  |  |
|                | Fabrice Peyrega       | LO             | 118    | 1,83   |    |   |  |  |
|                |                       |                |        |        |    |   |  |  |
| Inscrits       | Inscrits              | Inscrits       | 11 386 | 100,00 |    |   |  |  |
| Abstentions    | Abstentions           | Abstentions    | 4 752  | 41,74  |    |   |  |  |
| Votants        | Votants               | Votants        | 6 634  | 58,26  |    |   |  |  |
| Blancs et nuls | Blancs et nuls        | Blancs et nuls | 205    | 3,09   |    |   |  |  |
| Exprimés       | Exprimés              | Exprimés       | 6 429  | 96,91  |    |   |  |  |

### Maisons-Alfort
- Maire sortant : Michel Herbillon (UMP)
- 45 sièges à pourvoir au conseil municipal (population légale 2011 : 53 265 habitants)

|                          | Michel Herbillon * | UMP            | 14 796 | 73,84  | 41 |  |  |  |
|                          | Xavier Cohard      | PS-PCF-EELV    | 2 724  | 13,59  | 3  |  |  |  |
|                          | Bernard Bouché     | EELV           | 1 234  | 6,16   | 1  |  |  |  |
|                          | Franck Monfort     | DVG            | 861    | 4,30   |    |  |  |  |
|                          | Jean-François King | LO             | 422    | 2,11   |    |  |  |  |
|                          |                    |                |        |        |    |  |  |  |
| Inscrits                 | Inscrits           | Inscrits       | 35 450 | 100,00 |    |  |  |  |
| Abstentions              | Abstentions        | Abstentions    | 14 776 | 41,68  |    |  |  |  |
| Votants                  | Votants            | Votants        | 20 674 | 58,32  |    |  |  |  |
| Blancs et nuls           | Blancs et nuls     | Blancs et nuls | 637    | 3,08   |    |  |  |  |
| Exprimés                 | Exprimés           | Exprimés       | 20 037 | 96,92  |    |  |  |  |
| * Liste du maire sortant |                    |                |        |        |    |  |  |  |

### Mandres-les-Roses
- Maire sortant : Jean-Claude Perrault
- 27 sièges à pourvoir au conseil municipal (population légale 2011 : 4 415 habitants)
- 6 sièges à pourvoir au conseil communautaire (Métropole du Grand Paris)

|                          | Jean-Claude Perrault * | DVD            | 1 091 | 57,27  | 22 | 5 |  |  |
|                          | Jean-Brice De Bary     | MoDem          | 518   | 27,19  | 3  | 1 |  |  |
|                          | Catherine Zaslavsky    | DVG            | 296   | 15,53  | 2  |   |  |  |
|                          |                        |                |       |        |    |   |  |  |
| Inscrits                 | Inscrits               | Inscrits       | 3 208 | 100,00 |    |   |  |  |
| Abstentions              | Abstentions            | Abstentions    | 1 264 | 39,40  |    |   |  |  |
| Votants                  | Votants                | Votants        | 1 944 | 60,60  |    |   |  |  |
| Blancs et nuls           | Blancs et nuls         | Blancs et nuls | 39    | 2,01   |    |   |  |  |
| Exprimés                 | Exprimés               | Exprimés       | 1 905 | 97,99  |    |   |  |  |
| * Liste du maire sortant |                        |                |       |        |    |   |  |  |

### Marolles-en-Brie
- Maire sortant : Alain Josse (PS)
- 27 sièges à pourvoir au conseil municipal (population légale 2011 : 4 916 habitants)
- 6 sièges à pourvoir au conseil communautaire (Métropole du Grand Paris)

|                | Sylvie Gerinte    | UMP-UDI        | 1 391 | 57,24  | 22 | 5 |  |  |
|                | Emmanuel Bezançon | DVD            | 1 039 | 42,75  | 5  | 1 |  |  |
|                |                   |                |       |        |    |   |  |  |
| Inscrits       | Inscrits          | Inscrits       | 3 916 | 100,00 |    |   |  |  |
| Abstentions    | Abstentions       | Abstentions    | 1 396 | 35,65  |    |   |  |  |
| Votants        | Votants           | Votants        | 2 520 | 64,35  |    |   |  |  |
| Blancs et nuls | Blancs et nuls    | Blancs et nuls | 90    | 3,57   |    |   |  |  |
| Exprimés       | Exprimés          | Exprimés       | 2 430 | 96,43  |    |   |  |  |

### Nogent-sur-Marne
- Maire sortant : Jacques J. P. Martin (UMP)
- 39 sièges à pourvoir au conseil municipal (population légale 2011 : 31 795 habitants)
- 9 sièges à pourvoir au conseil communautaire (Métropole du Grand Paris)

| Tête de liste            | Tête de liste        | Liste          | Premier tour | Premier tour | Second tour | Second tour | Sièges | Sièges |
| Tête de liste            | Tête de liste        | Liste          | Voix         | %            | Voix        | %           | CM     | CC     |
| ------------------------ | -------------------- | -------------- | ------------ | ------------ | ----------- | ----------- | ------ | ------ |
|                          | Jacques J.P Martin * | UMP            | 5 343        | 46,37        | 5 553       | 50,77       | 30     | 8      |
|                          | Karine Renouil       | UDI            | 1 719        | 14,92        | 1 924       | 17,59       | 3      | 1      |
|                          | Michel Gilles        | DVD            | 1 707        | 14,81        | 1 731       | 15,82       | 3      |        |
|                          | Nicolas Leblanc      | PS             | 1 322        | 11,47        | 1 728       | 15,80       | 3      |        |
|                          | Marc Arazi           | DVD            | 824          | 7,15         |             |             |        |        |
|                          | Alain Fresko         | FG             | 606          | 5,25         |             |             |        |        |
|                          |                      |                |              |              |             |             |        |        |
| Inscrits                 | Inscrits             | Inscrits       | 22 906       | 100,00       | 22 908      | 100,00      |        |        |
| Abstentions              | Abstentions          | Abstentions    | 11 073       | 48,34        | 11 654      | 50,87       |        |        |
| Votants                  | Votants              | Votants        | 11 833       | 51,66        | 11 254      | 49,13       |        |        |
| Blancs et nuls           | Blancs et nuls       | Blancs et nuls | 312          | 2,64         | 318         | 2,83        |        |        |
| Exprimés                 | Exprimés             | Exprimés       | 11 521       | 97,36        | 10 936      | 97,17       |        |        |
| * Liste du maire sortant |                      |                |              |              |             |             |        |        |

### Noiseau
- Maire sortant : Nicole Zoé
- 27 sièges à pourvoir au conseil municipal (population légale 2011 : 4 679 habitants)
- 3 sièges à pourvoir au conseil communautaire (Métropole du Grand Paris)

|                          | Yvan Femel     | UMP            | 1 353 | 59,70  | 22 | 2 |  |  |
|                          | Nicole Zoé *   | PS             | 913   | 40,29  | 5  | 1 |  |  |
|                          |                |                |       |        |    |   |  |  |
| Inscrits                 | Inscrits       | Inscrits       | 3 356 | 100,00 |    |   |  |  |
| Abstentions              | Abstentions    | Abstentions    | 1 030 | 30,69  |    |   |  |  |
| Votants                  | Votants        | Votants        | 2 326 | 69,31  |    |   |  |  |
| Blancs et nuls           | Blancs et nuls | Blancs et nuls | 60    | 2,58   |    |   |  |  |
| Exprimés                 | Exprimés       | Exprimés       | 2 266 | 97,42  |    |   |  |  |
| * Liste du maire sortant |                |                |       |        |    |   |  |  |

### Orly
- Maire sortant : Christine Janodet (FG)
- 35 sièges à pourvoir au conseil municipal (population légale 2011 : 21 312 habitants)

| Tête de liste            | Tête de liste       | Liste          | Premier tour | Premier tour | Second tour | Second tour | Sièges | Sièges |
| Tête de liste            | Tête de liste       | Liste          | Voix         | %            | Voix        | %           | CM     |        |
| ------------------------ | ------------------- | -------------- | ------------ | ------------ | ----------- | ----------- | ------ | ------ |
|                          | Christine Janodet * | PS-PCF-EELV    | 2 351        | 43,82        | 3 446       | 58,17       | 28     |        |
|                          | Brahim Messaci      | DVG            | 1 531        | 28,53        | 2 477       | 41,82       | 7      |        |
|                          | Marco Pisanu        | DVG            | 922          | 17,18        |             |             |        |        |
|                          | Philippe Bouriachi  | DVG            | 285          | 5,31         |             |             |        |        |
|                          | Robert Gineste      | DVG            | 276          | 5,14         |             |             |        |        |
|                          |                     |                |              |              |             |             |        |        |
| Inscrits                 | Inscrits            | Inscrits       | 11 140       | 100,00       | 11 140      | 100,00      |        |        |
| Abstentions              | Abstentions         | Abstentions    | 5 364        | 48,15        | 4 853       | 43,56       |        |        |
| Votants                  | Votants             | Votants        | 5 776        | 51,85        | 6 287       | 56,44       |        |        |
| Blancs et nuls           | Blancs et nuls      | Blancs et nuls | 411          | 7,12         | 364         | 5,79        |        |        |
| Exprimés                 | Exprimés            | Exprimés       | 5 365        | 92,88        | 5 923       | 94,21       |        |        |
| * Liste du maire sortant |                     |                |              |              |             |             |        |        |

### Ormesson-sur-Marne
- Maire sortant : Guy Le Dœuff (UMP)
- 29 sièges à pourvoir au conseil municipal (population légale 2011 : 9 921 habitants)
- 4 sièges à pourvoir au conseil communautaire (Métropole du Grand Paris)

|                          | Marie-Christine Segui | UMP            | 2 346 | 55,36  | 23 | 4 |  |  |
|                          | Guy Le Doeuff *       | UDI            | 1 068 | 25,20  | 4  |   |  |  |
|                          | Linda Laforge         | PS-PCF-EELV    | 442   | 10,43  | 1  |   |  |  |
|                          | Alexandre Pallares    | FN             | 381   | 8,99   | 1  |   |  |  |
|                          |                       |                |       |        |    |   |  |  |
| Inscrits                 | Inscrits              | Inscrits       | 6 994 | 100,00 |    |   |  |  |
| Abstentions              | Abstentions           | Abstentions    | 2 653 | 37,93  |    |   |  |  |
| Votants                  | Votants               | Votants        | 4 341 | 62,07  |    |   |  |  |
| Blancs et nuls           | Blancs et nuls        | Blancs et nuls | 104   | 2,40   |    |   |  |  |
| Exprimés                 | Exprimés              | Exprimés       | 4 237 | 97,60  |    |   |  |  |
| * Liste du maire sortant |                       |                |       |        |    |   |  |  |

### Périgny-sur-Yerres
- Maire sortant : Georges Urlacher
- 19 sièges à pourvoir au conseil municipal (population légale 2011 : 2 352 habitants)
- 4 sièges à pourvoir au conseil communautaire (Métropole du Grand Paris)

|                          | Georges Urlacher * | UMP            | 725   | 100,00 | 19 | 4 |  |  |
|                          |                    |                |       |        |    |   |  |  |
| Inscrits                 | Inscrits           | Inscrits       | 1 739 | 100,00 |    |   |  |  |
| Abstentions              | Abstentions        | Abstentions    | 878   | 50,49  |    |   |  |  |
| Votants                  | Votants            | Votants        | 861   | 49,51  |    |   |  |  |
| Blancs et nuls           | Blancs et nuls     | Blancs et nuls | 136   | 15,80  |    |   |  |  |
| Exprimés                 | Exprimés           | Exprimés       | 725   | 84,20  |    |   |  |  |
| * Liste du maire sortant |                    |                |       |        |    |   |  |  |

### Rungis
- Maire sortant : Raymond Charresson (DVD)
- 29 sièges à pourvoir au conseil municipal (population légale 2011 : 5 681 habitants)

| Tête de liste            | Tête de liste        | Liste          | Premier tour | Premier tour | Second tour | Second tour | Sièges | Sièges |
| Tête de liste            | Tête de liste        | Liste          | Voix         | %            | Voix        | %           | CM     |        |
| ------------------------ | -------------------- | -------------- | ------------ | ------------ | ----------- | ----------- | ------ | ------ |
|                          | Raymond Charresson * | DVD            | 1 349        | 47,71        | 1 584       | 55,26       | 23     |        |
|                          | Philippe Croq        | DVG            | 988          | 34,94        | 1 282       | 44,73       | 6      |        |
|                          | Jérôme Jawad Hajjar  | UMP            | 490          | 17,33        |             |             |        |        |
|                          |                      |                |              |              |             |             |        |        |
| Inscrits                 | Inscrits             | Inscrits       | 4 123        | 100,00       | 4 123       | 100,00      |        |        |
| Abstentions              | Abstentions          | Abstentions    | 1 231        | 29,86        | 1 144       | 27,75       |        |        |
| Votants                  | Votants              | Votants        | 2 892        | 70,14        | 2 979       | 72,25       |        |        |
| Blancs et nuls           | Blancs et nuls       | Blancs et nuls | 65           | 2,25         | 113         | 3,79        |        |        |
| Exprimés                 | Exprimés             | Exprimés       | 2 827        | 97,75        | 2 866       | 96,21       |        |        |
| * Liste du maire sortant |                      |                |              |              |             |             |        |        |

### Saint-Mandé
- Maire sortant : Patrick Beaudouin (UMP)
- 35 sièges à pourvoir au conseil municipal (population légale 2011 : 22 292 habitants)

| Tête de liste            | Tête de liste       | Liste          | Premier tour | Premier tour | Second tour | Second tour | Sièges | Sièges |
| Tête de liste            | Tête de liste       | Liste          | Voix         | %            | Voix        | %           | CM     |        |
| ------------------------ | ------------------- | -------------- | ------------ | ------------ | ----------- | ----------- | ------ | ------ |
|                          | Patrick Beaudouin * | UMP-UDI        | 3 313        | 39,69        | 3 410       | 41,89       | 25     |        |
|                          | Jean Eroukhmanoff   | DVD            | 1 795        | 21,50        | 1 553       | 19,08       | 3      |        |
|                          | Claire Palliere     | DVD            | 1 756        | 21,04        | 1 812       | 22,26       | 4      |        |
|                          | Geneviève Touati    | PS-PCF-EELV    | 1 482        | 17,75        | 1 364       | 16,75       | 3      |        |
|                          |                     |                |              |              |             |             |        |        |
| Inscrits                 | Inscrits            | Inscrits       | 15 365       | 100,00       | 15 365      | 100,00      |        |        |
| Abstentions              | Abstentions         | Abstentions    | 6 791        | 44,20        | 7 039       | 45,81       |        |        |
| Votants                  | Votants             | Votants        | 8 574        | 55,80        | 8 326       | 54,19       |        |        |
| Blancs et nuls           | Blancs et nuls      | Blancs et nuls | 228          | 2,66         | 187         | 2,25        |        |        |
| Exprimés                 | Exprimés            | Exprimés       | 8 346        | 97,34        | 8 139       | 97,75       |        |        |
| * Liste du maire sortant |                     |                |              |              |             |             |        |        |

### Saint-Maur-des-Fossés
- Maire sortant : Henri Plagnol (UDI)
- 49 sièges à pourvoir au conseil municipal (population légale 2011 : 74 818 habitants)

| Tête de liste            | Tête de liste             | Liste          | Premier tour | Premier tour | Second tour | Second tour | Sièges | Sièges |
| Tête de liste            | Tête de liste             | Liste          | Voix         | %            | Voix        | %           | CM     |        |
| ------------------------ | ------------------------- | -------------- | ------------ | ------------ | ----------- | ----------- | ------ | ------ |
|                          | Sylvain Berrios           | UMP            | 7 147        | 24,76        | 9 334       | 31,99       | 33     |        |
|                          | Henri Plagnol *           | DVD            | 6 031        | 20,90        | 8 159       | 27,96       | 7      |        |
|                          | Nicolas Clodong           | DVD            | 5 607        | 19,43        | 7 122       | 24,41       | 6      |        |
|                          | Élisabeth Bouffard-savary | PS-EELV        | 3 845        | 13,32        | 4 561       | 15,63       | 3      |        |
|                          | Jacques Leroy             | DVD            | 3 190        | 11,05        |             |             |        |        |
|                          | Pascale Luciani           | DVD            | 1 654        | 5,73         |             |             |        |        |
|                          | Guy Deloche               | FG-PCF         | 1 381        | 4,78         |             |             |        |        |
|                          |                           |                |              |              |             |             |        |        |
| Inscrits                 | Inscrits                  | Inscrits       | 51 629       | 100,00       | 51 630      | 100,00      |        |        |
| Abstentions              | Abstentions               | Abstentions    | 21 944       | 42,50        | 21 581      | 41,80       |        |        |
| Votants                  | Votants                   | Votants        | 29 685       | 57,50        | 30 049      | 58,20       |        |        |
| Blancs et nuls           | Blancs et nuls            | Blancs et nuls | 830          | 2,80         | 873         | 2,91        |        |        |
| Exprimés                 | Exprimés                  | Exprimés       | 28 855       | 97,20        | 29 176      | 97,09       |        |        |
| * Liste du maire sortant |                           |                |              |              |             |             |        |        |

### Saint-Maurice
- Maire sortant : Christian Cambon (UMP)
- 33 sièges à pourvoir au conseil municipal (population légale 2011 : 14 586 habitants)
- 11 sièges à pourvoir au conseil communautaire (Métropole du Grand Paris)

|                          | Christian Cambon * | UMP-UDI        | 3 400 | 76,30  | 30 | 11 |  |  |
|                          | Patricia Richard   | PS             | 663   | 14,87  | 2  |    |  |  |
|                          | Claude Nicolas     | FG             | 393   | 8,81   | 1  |    |  |  |
|                          |                    |                |       |        |    |    |  |  |
| Inscrits                 | Inscrits           | Inscrits       | 8 868 | 100,00 |    |    |  |  |
| Abstentions              | Abstentions        | Abstentions    | 4 284 | 48,31  |    |    |  |  |
| Votants                  | Votants            | Votants        | 4 584 | 51,69  |    |    |  |  |
| Blancs et nuls           | Blancs et nuls     | Blancs et nuls | 128   | 2,79   |    |    |  |  |
| Exprimés                 | Exprimés           | Exprimés       | 4 456 | 97,21  |    |    |  |  |
| * Liste du maire sortant |                    |                |       |        |    |    |  |  |

### Santeny
- Maire sortant : Jean-Claude Gendronneau
- 27 sièges à pourvoir au conseil municipal (population légale 2011 : 3 688 habitants)
- 5 sièges à pourvoir au conseil communautaire (Métropole du Grand Paris)

| Tête de liste            | Tête de liste             | Liste          | Premier tour | Premier tour | Second tour | Second tour | Sièges | Sièges |
| Tête de liste            | Tête de liste             | Liste          | Voix         | %            | Voix        | %           | CM     | CC     |
| ------------------------ | ------------------------- | -------------- | ------------ | ------------ | ----------- | ----------- | ------ | ------ |
|                          | Jean-Claude Gendronneau * | UMP            | 811          | 49,45        | 909         | 53,28       | 21     | 4      |
|                          | Vincent Bedu              | DVD            | 658          | 40,12        | 697         | 40,85       | 6      | 1      |
|                          | François Pennacchioli     | SE             | 171          | 10,42        | 100         | 5,86        |        |        |
|                          |                           |                |              |              |             |             |        |        |
| Inscrits                 | Inscrits                  | Inscrits       | 2 583        | 100,00       | 2 583       | 100,00      |        |        |
| Abstentions              | Abstentions               | Abstentions    | 893          | 34,57        | 847         | 32,79       |        |        |
| Votants                  | Votants                   | Votants        | 1 690        | 65,43        | 1 736       | 67,21       |        |        |
| Blancs et nuls           | Blancs et nuls            | Blancs et nuls | 50           | 2,96         | 30          | 1,73        |        |        |
| Exprimés                 | Exprimés                  | Exprimés       | 1 640        | 97,04        | 1 706       | 98,27       |        |        |
| * Liste du maire sortant |                           |                |              |              |             |             |        |        |

### Sucy-en-Brie
- Maire sortant : Marie-Carole Ciuntu (UMP)
- 35 sièges à pourvoir au conseil municipal (population légale 2011 : 25 655 habitants)
- 7 sièges à pourvoir au conseil communautaire (Métropole du Grand Paris)

|                          | Marie-Carole Ciuntu * | UMP-UDI        | 5 173  | 54,85  | 28 | 6 |  |  |
|                          | Georges Spido         | DVD            | 2 105  | 22,32  | 4  | 1 |  |  |
|                          | Jacques Duval         | PS-PCF-EELV    | 1 455  | 15,42  | 2  |   |  |  |
|                          | Jean-Paul Grange      | EELV           | 697    | 7,39   | 1  |   |  |  |
|                          |                       |                |        |        |    |   |  |  |
| Inscrits                 | Inscrits              | Inscrits       | 17 012 | 100,00 |    |   |  |  |
| Abstentions              | Abstentions           | Abstentions    | 7 262  | 42,69  |    |   |  |  |
| Votants                  | Votants               | Votants        | 9 750  | 57,31  |    |   |  |  |
| Blancs et nuls           | Blancs et nuls        | Blancs et nuls | 320    | 3,28   |    |   |  |  |
| Exprimés                 | Exprimés              | Exprimés       | 9 430  | 96,72  |    |   |  |  |
| * Liste du maire sortant |                       |                |        |        |    |   |  |  |

### Thiais
- Maire sortant : Richard Dell'Agnola (UMP)
- 35 sièges à pourvoir au conseil municipal (population légale 2011 : 29 229 habitants)

| Tête de liste            | Tête de liste         | Liste          | Premier tour | Premier tour | Second tour | Second tour | Sièges | Sièges |
| Tête de liste            | Tête de liste         | Liste          | Voix         | %            | Voix        | %           | CM     |        |
| ------------------------ | --------------------- | -------------- | ------------ | ------------ | ----------- | ----------- | ------ | ------ |
|                          | Richard Dell'Agnola * | UMP-UDI        | 4 747        | 49,75        | 4 931       | 51,74       | 27     |        |
|                          | Bruno Tran            | DVD            | 2 971        | 31,13        | 3 273       | 34,34       | 6      |        |
|                          | Philippe Patry        | PS-EELV        | 1 198        | 12,55        | 1 325       | 13,90       | 2      |        |
|                          | Pascal Durand         | FG-PCF         | 442          | 4,63         |             |             |        |        |
|                          | Pascal Boutet         | LO             | 183          | 1,91         |             |             |        |        |
|                          |                       |                |              |              |             |             |        |        |
| Inscrits                 | Inscrits              | Inscrits       | 16 518       | 100,00       | 16 518      | 100,00      |        |        |
| Abstentions              | Abstentions           | Abstentions    | 6 761        | 40,93        | 6 795       | 41,14       |        |        |
| Votants                  | Votants               | Votants        | 9 757        | 59,07        | 9 723       | 58,86       |        |        |
| Blancs et nuls           | Blancs et nuls        | Blancs et nuls | 216          | 2,21         | 194         | 2,00        |        |        |
| Exprimés                 | Exprimés              | Exprimés       | 9 541        | 97,79        | 9 529       | 98,00       |        |        |
| * Liste du maire sortant |                       |                |              |              |             |             |        |        |

### Valenton
- Maire sortant : Françoise Baud (FG-PCF)
- 33 sièges à pourvoir au conseil municipal (population légale 2011 : 11 940 habitants)

|                          | Françoise Baud * | PCF            | 1 571 | 57,02  | 26 |  |  |  |
|                          | Metin Yavuz      | DVG            | 1 184 | 42,97  | 7  |  |  |  |
|                          |                  |                |       |        |    |  |  |  |
| Inscrits                 | Inscrits         | Inscrits       | 6 131 | 100,00 |    |  |  |  |
| Abstentions              | Abstentions      | Abstentions    | 3 146 | 51,31  |    |  |  |  |
| Votants                  | Votants          | Votants        | 2 985 | 48,69  |    |  |  |  |
| Blancs et nuls           | Blancs et nuls   | Blancs et nuls | 230   | 7,71   |    |  |  |  |
| Exprimés                 | Exprimés         | Exprimés       | 2 755 | 92,29  |    |  |  |  |
| * Liste du maire sortant |                  |                |       |        |    |  |  |  |

### Villecresnes
- Maire sortant : Daniel Wappler (DVD)
- 29 sièges à pourvoir au conseil municipal (population légale 2011 : 9 712 habitants)
- 12 sièges à pourvoir au conseil communautaire (Métropole du Grand Paris)

|                          | Gérard Guille    | UMP            | 2 138 | 54,18  | 23 | 9 |  |  |
|                          | Daniel Wappler * | DVD            | 1 808 | 45,81  | 6  | 3 |  |  |
|                          |                  |                |       |        |    |   |  |  |
| Inscrits                 | Inscrits         | Inscrits       | 6 567 | 100,00 |    |   |  |  |
| Abstentions              | Abstentions      | Abstentions    | 2 410 | 36,70  |    |   |  |  |
| Votants                  | Votants          | Votants        | 4 157 | 63,30  |    |   |  |  |
| Blancs et nuls           | Blancs et nuls   | Blancs et nuls | 211   | 5,08   |    |   |  |  |
| Exprimés                 | Exprimés         | Exprimés       | 3 946 | 94,92  |    |   |  |  |
| * Liste du maire sortant |                  |                |       |        |    |   |  |  |

### Villejuif
- Maire sortant : Claudine Cordillot (FG)
- 45 sièges à pourvoir au conseil municipal (population légale 2011 : 55 923 habitants)
- 16 sièges à pourvoir au conseil communautaire (Métropole du Grand Paris)

| Tête de liste            | Tête de liste        | Liste          | Premier tour | Premier tour | Second tour | Second tour | Sièges | Sièges |
| Tête de liste            | Tête de liste        | Liste          | Voix         | %            | Voix        | %           | CM     | CC     |
| ------------------------ | -------------------- | -------------- | ------------ | ------------ | ----------- | ----------- | ------ | ------ |
|                          | Claudine Cordillot * | PCF-PS-MRC     | 4 496        | 32,72        | 6 776       | 43,52       | 10     | 4      |
|                          | Franck Le Bohellec   | UMP            | 2 356        | 17,15        | 7 581       | 48,69       | 34     | 12     |
|                          | Jean-François Harel  | UDI            | 2 173        | 15,81        | 7 581       | 48,69       | 34     | 12     |
|                          | Philippe Vidal       | DVG            | 1 462        | 10,64        | 7 581       | 48,69       | 34     | 12     |
|                          | Natalie Gandais      | EELV           | 1 431        | 10,41        | 7 581       | 48,69       | 34     | 12     |
|                          | Alexandre Gaborit    | FN             | 1 542        | 11,22        | 1 212       | 7,78        | 1      |        |
|                          | Christine Mazurier   | LO             | 277          | 2,01         |             |             |        |        |
|                          |                      |                |              |              |             |             |        |        |
| Inscrits                 | Inscrits             | Inscrits       | 29 407       | 100,00       | 29 397      | 100,00      |        |        |
| Abstentions              | Abstentions          | Abstentions    | 15 187       | 51,64        | 13 297      | 45,23       |        |        |
| Votants                  | Votants              | Votants        | 14 220       | 48,36        | 16 100      | 54,77       |        |        |
| Blancs et nuls           | Blancs et nuls       | Blancs et nuls | 483          | 3,40         | 531         | 3,30        |        |        |
| Exprimés                 | Exprimés             | Exprimés       | 13 737       | 96,60        | 15 569      | 96,70       |        |        |
| * Liste du maire sortant |                      |                |              |              |             |             |        |        |

### Villeneuve-le-Roi
- Maire sortant : Didier Gonzales (UMP)
- 33 sièges à pourvoir au conseil municipal (population légale 2011 : 18 610 habitants)

|                          | Didier Gonzales * | UMP-UDI        | 3 762  | 56,51  | 27 |  |  |  |
|                          | Daniel Guerin     | PS-EELV        | 1 942  | 29,17  | 5  |  |  |  |
|                          | Joel Josso        | FG-PCF         | 639    | 9,59   | 1  |  |  |  |
|                          | Guy Juin          | DVD            | 314    | 4,71   |    |  |  |  |
|                          |                   |                |        |        |    |  |  |  |
| Inscrits                 | Inscrits          | Inscrits       | 11 416 | 100,00 |    |  |  |  |
| Abstentions              | Abstentions       | Abstentions    | 4 463  | 39,09  |    |  |  |  |
| Votants                  | Votants           | Votants        | 6 953  | 60,91  |    |  |  |  |
| Blancs et nuls           | Blancs et nuls    | Blancs et nuls | 296    | 4,26   |    |  |  |  |
| Exprimés                 | Exprimés          | Exprimés       | 6 657  | 95,74  |    |  |  |  |
| * Liste du maire sortant |                   |                |        |        |    |  |  |  |

### Villeneuve-Saint-Georges
- Maire sortant : Sylvie Altman (FG-PCF)
- 39 sièges à pourvoir au conseil municipal (population légale 2011 : 32 767 habitants)

| Tête de liste            | Tête de liste       | Liste          | Premier tour | Premier tour | Second tour | Second tour | Sièges                 | Sièges |
| Tête de liste            | Tête de liste       | Liste          | Voix         | %            | Voix        | %           | CM                     |        |
| ------------------------ | ------------------- | -------------- | ------------ | ------------ | ----------- | ----------- | ---------------------- | ------ |
|                          | Sylvie Altman *     | FG-PS-PRG      | 2 533        | 38,87        | 3 835       | 50,19       | 30 (20 FG - 10 PS-PRG) |        |
|                          | Philippe Gaudin     | UMP-UDI        | 2 072        | 31,80        | 3 805       | 49,80       | 9 (5 DVD - 4 FN)       |        |
|                          | Dominique Joly      | FN             | 1 697        | 26,04        | 3 805       | 49,80       | 9 (5 DVD - 4 FN)       |        |
|                          | Dominique Geindreau | LO             | 213          | 3,26         |             |             |                        |        |
|                          |                     |                |              |              |             |             |                        |        |
| Inscrits                 | Inscrits            | Inscrits       | 13 194       | 100,00       | 13 198      | 100,00      |                        |        |
| Abstentions              | Abstentions         | Abstentions    | 6 488        | 49,17        | 5 292       | 40,10       |                        |        |
| Votants                  | Votants             | Votants        | 6 706        | 50,83        | 7 906       | 59,90       |                        |        |
| Blancs et nuls           | Blancs et nuls      | Blancs et nuls | 191          | 2,85         | 266         | 3,36        |                        |        |
| Exprimés                 | Exprimés            | Exprimés       | 6 515        | 97,15        | 7 640       | 96,64       |                        |        |
| * Liste du maire sortant |                     |                |              |              |             |             |                        |        |

### Villiers-sur-Marne
- Maire sortant : Jacques-Alain Bénisti (UMP)
- 35 sièges à pourvoir au conseil municipal (population légale 2011 : 27 222 habitants)

| Tête de liste            | Tête de liste           | Liste          | Premier tour | Premier tour | Second tour | Second tour | Sièges | Sièges |
| Tête de liste            | Tête de liste           | Liste          | Voix         | %            | Voix        | %           | CM     |        |
| ------------------------ | ----------------------- | -------------- | ------------ | ------------ | ----------- | ----------- | ------ | ------ |
|                          | Jacques-Alain Benisti * | UMP-UDI        | 4 187        | 47,20        | 4 605       | 52,43       | 27     |        |
|                          | Simonne Abraham-thisse  | PS-PCF-EELV    | 2 151        | 24,25        | 2 966       | 33,76       | 6      |        |
|                          | Gilles Parmentier       | FN             | 1 146        | 12,92        | 1 212       | 13,79       | 2      |        |
|                          | Nadine Gouello          | DVD            | 771          | 8,69         |             |             |        |        |
|                          | Marc Norguez            | FG             | 614          | 6,92         |             |             |        |        |
|                          |                         |                |              |              |             |             |        |        |
| Inscrits                 | Inscrits                | Inscrits       | 17 023       | 100,00       | 17 025      | 100,00      |        |        |
| Abstentions              | Abstentions             | Abstentions    | 7 836        | 46,03        | 7 875       | 46,26       |        |        |
| Votants                  | Votants                 | Votants        | 9 187        | 53,97        | 9 150       | 53,74       |        |        |
| Blancs et nuls           | Blancs et nuls          | Blancs et nuls | 318          | 3,46         | 367         | 4,01        |        |        |
| Exprimés                 | Exprimés                | Exprimés       | 8 869        | 96,54        | 8 783       | 95,99       |        |        |
| * Liste du maire sortant |                         |                |              |              |             |             |        |        |

### Vincennes
- Maire sortant : Laurent Lafon (UDI)
- 43 sièges à pourvoir au conseil municipal (population légale 2011 : 48 649 habitants)

|                          | Laurent Lafon *                             | UDI-UMP        | 11 875 | 66,37  | 37 |  |  |  |
|                          | Pierre Serne                                | PS-EELV        | 3 462  | 19,34  | 4  |  |  |  |
|                          | François de Landes de Saint Palais d'Aussac | DVD            | 1 424  | 7,95   | 1  |  |  |  |
|                          | Nami Cagani                                 | FG             | 1 131  | 6,32   | 1  |  |  |  |
|                          |                                             |                |        |        |    |  |  |  |
| Inscrits                 | Inscrits                                    | Inscrits       | 32 603 | 100,00 |    |  |  |  |
| Abstentions              | Abstentions                                 | Abstentions    | 14 233 | 43,66  |    |  |  |  |
| Votants                  | Votants                                     | Votants        | 18 370 | 56,34  |    |  |  |  |
| Blancs et nuls           | Blancs et nuls                              | Blancs et nuls | 478    | 2,60   |    |  |  |  |
| Exprimés                 | Exprimés                                    | Exprimés       | 17 892 | 97,40  |    |  |  |  |
| * Liste du maire sortant |                                             |                |        |        |    |  |  |  |

### Vitry-sur-Seine
- Maire sortant : Alain Audoubert (FG-PCF)
- 53 sièges à pourvoir au conseil municipal (population légale 2011 : 86 375 habitants)
- 26 sièges à pourvoir au conseil communautaire (Métropole du Grand Paris)

| Tête de liste            | Tête de liste      | Liste          | Premier tour | Premier tour | Second tour | Second tour | Sièges | Sièges |
| Tête de liste            | Tête de liste      | Liste          | Voix         | %            | Voix        | %           | CM     | CC     |
| ------------------------ | ------------------ | -------------- | ------------ | ------------ | ----------- | ----------- | ------ | ------ |
|                          | Alain Audoubert *  | PCF-PS         | 8 430        | 44,57        | 9 228       | 47,46       | 40     | 20     |
|                          | Alain Afflatet     | UMP-UDI        | 3 553        | 18,78        | 4 241       | 21,81       | 6      | 3      |
|                          | Jacques Perreux    | EELV           | 3 053        | 16,14        | 3 366       | 17,31       | 4      | 2      |
|                          | François Paradol   | FN             | 2 634        | 13,92        | 2 607       | 13,40       | 3      | 1      |
|                          | Bertrand Potier    | DVG            | 812          | 4,29         |             |             |        |        |
|                          | Sandrine Ruchot    | LO             | 256          | 1,35         |             |             |        |        |
|                          | Caroline Tacchella | POI            | 173          | 0,91         |             |             |        |        |
|                          |                    |                |              |              |             |             |        |        |
| Inscrits                 | Inscrits           | Inscrits       | 46 492       | 100,00       | 46 491      | 100,00      |        |        |
| Abstentions              | Abstentions        | Abstentions    | 26 891       | 57,84        | 26 383      | 56,75       |        |        |
| Votants                  | Votants            | Votants        | 19 601       | 42,16        | 20 108      | 43,25       |        |        |
| Blancs et nuls           | Blancs et nuls     | Blancs et nuls | 690          | 3,52         | 666         | 3,31        |        |        |
| Exprimés                 | Exprimés           | Exprimés       | 18 911       | 96,48        | 19 442      | 96,69       |        |        |
| * Liste du maire sortant |                    |                |              |              |             |             |        |        |